# Onur Ayık
Onur Ayık (ur. 28 stycznia 1990 w Walsrode) – niemiecki piłkarz tureckiego pochodzenia grający na pozycji pomocnika lub napastnika. Jest piłkarzem Akhisar Belediyespor. Wcześniej grał w Werderze Brema, w którym 24 listopada 2010 zadebiutował w Lidze Mistrzów, w meczu przeciwko Tottenhamowi oraz w FC Oberneuland, Elazığsporze i Karabüksporze.